# Колонна ди Шарра, Джироламо
Джиро́ламо Коло́нна ди Ша́рра (итал. Girolamo Colonna di Sciarra; 8 мая 1708, Рим, Папская область — 18 января 1763, там же) — итальянский куриальный кардинал. Брат кардинала Просперо Колонна ди Шарра. Архипресвитер патриаршей Либерийской базилики с сентября 1743 по 18 января 1763. Вице-канцлер Святой Римской Церкви с 12 марта 1753 по 20 сентября 1756. Камерленго Святой Римской Церкви с 20 сентября 1756 по 18 января 1763. Кардинал-дьякон с 9 сентября 1743, с титулярной диаконией Сант-Анджело-ин-Пескерия с 2 декабря 1743 по 12 марта 1753, in commendam с 12 марта 1753 по 20 сентября 1756. Кардинал-дьякон с титулом церкви Сан-Лоренцо-ин-Дамазо с 12 марта 1753 по 20 сентября 1756. Кардинал-дьякон с титулярной диаконией Санти-Косма-э-Дамиано с 20 сентября 1756 по 22 сентября 1760. Кардинал-дьякон с титулярной диаконией Сант-Агата-ин-Субурра с 22 сентября 1760.